# Acetabulastoma longum
Acetabulastoma longum is een mosselkreeftjessoort uit de familie van de Paradoxostomatidae. De wetenschappelijke naam van de soort is voor het eerst geldig gepubliceerd in 1970 door Schornikov.